# Elecciones municipales de Lima de 2013
Las nuevas elecciones municipales de Lima del 2013 se realizaron el domingo 24 de noviembre para elegir a los nuevos regidores los cuales fueron revocados en la consulta popular de revocatoria del mandato de autoridades de la municipalidad metropolitana de lima que fue realizada el domingo 17 de marzo . En estas elecciones se utilizó por primera vez en Lima el voto electrónico, en el distrito de Santa María del Mar.

## Listas de candidatos
Ninguno de los candidatos logró captar el interés de la mayoría de limeños. Los analistas anticiparon que habría un enorme ausentismo muy superior al ocurrido en el mes de marzo de 2013.
  Finalmente hubo un ausentismo del 18.99%

### Candidatos
| Partido Humanista Peruano                            |
| ---------------------------------------------------- |
| 1. Edwin Alfonso Espinoza Chávez                     |
| 2. Suen Herbert Wensjoe Mantilla                     |
| 3. Rodolfo Takahashi Moscoso                         |
| 4. Asunción Roque Sosa Cayllahua                     |
| 5. Rafael Rómulo Alfaro Montoya                      |
| 6. Esther Marlene Mendoza López                      |
| 7. Andrés Artemio Cantos León                        |
| 8. Edgardo Céspedes Ramírez                          |
| 9. Juan Silva Huertas                                |
| 10. Dori Tuesta Tuesta                               |
| 11. Germán Marvin Eduardo Villalobos Miranda         |
| 12. Violeta Angulo Castro                            |
| 13. Agilia Liz Ramírez Carbajal                      |
| 14. Esteban Mauricio Diez Díaz                       |
| 15. Laura Micaela Rivas Quiroz                       |
| 16. Jose Luis Quinteros Chávez                       |
| 17. Eva Amelia Roca Rodríguez                        |
| 18. Cecilia Teresa del Pilar Soto Herrera de Sánchez |
| 19. Jimi Jesús Silva Marcelo                         |
| 20. Yulissa Maruxa Marcelo Olivares                  |
| 21. Teresa Adelina Caycho Mazuelos                   |

| Perú Posible                                           |
| ------------------------------------------------------ |
| 1. Hillmer Humberto Reyes Murillo                      |
| 2. María Elizabeth Querol Campos De Arana              |
| 3. Andre Xavier Antonio Romero Sánchez                 |
| 4. Humberto Darío Zanelli Reyes                        |
| 5. Daniel Romero Rospigliosi                           |
| 6. Adam Lester Díaz Pittar                             |
| 7. Julio Enrique Marchena Agüero                       |
| 8. Fabián Gabriel Rivera Palomino                      |
| 9. Yoan Maguito Rea Ramírez                            |
| 10. Jesús Rubén Mayta Zárate                           |
| 11. Diego Alberto Ricardo Zegarra Presser              |
| 12. Lorena Lissette Osores Silva                       |
| 13. Oswaldo Omar Marcial Carrera Nascimento            |
| 14. Leonidas Marcelino Buendía Salas                   |
| 15. Katherine Gabriela Gómez Noa                       |
| 16. Daniel Leopoldo Mejía Ríos                         |
| 17. Luis Alberto Ávalos Peña                           |
| 18. Madeleyne Elizabeth Bustamante Sedano De Velásquez |
| 19. Liz Giovana Castillo Villarreal                    |
| 20. Lourdes Ayline Lucila Donayre Nestares             |
| 21. Glynda Lina Lozano Pérez                           |

| Acción Popular                              |
| ------------------------------------------- |
| 1. Víctor Manuel Belaunde Gonzales          |
| 2. Carlos Andrés Huamán Tomecich            |
| 3. Carlomagno Chacón Gómez                  |
| 4. Juan Carlos Merino Castro                |
| 5. Angelita Jeni Torres Novoa               |
| 6. Mónica Olga Gallegos Ferrel              |
| 7. Óscar Pablo López Chávez                 |
| 8. Elvis Antonio Espinoza Robles            |
| 9. Fernando Hermenegildo Herrera Montenegro |
| 10. Manuel Ilichs Pilares Román             |
| 11. Mónica Rojas Moscoso                    |
| 12. Soledad Isabel Sánchez Chávez           |
| 13. María Concepción Huamán Guadalupe       |
| 14. Daniel Orellana Chanduvi                |
| 15. José Félix Alcántara Asto               |
| 16. Walter Jesús Rivera Guerra              |
| 17. Rodolfo González Chura                  |
| 18. Gianina Asunción Alegre Ramos           |
| 19. Juan Lorenzo Ramírez Coronado           |
| 20. Roxana Magdalena Hilaje Zavaleta        |
| 21. Ricardo Abraham Cisneros Sotelo         |
| 22. Lizzet Yoselin Jiménez Román            |

| Somos Perú                                 |
| ------------------------------------------ |
| 1. Magdangélica Noemi Gina Terry Hernández |
| 2. Benito Roberto Villanueva Haro          |
| 3. Roger Eduardo Sánchez Rodríguez         |
| 4. Maxime Charles Louis Desmond Salinas    |
| 5. Danissa María Zurek Rajkovic            |
| 6. Luiz Carlos Reátegui Del Águila         |
| 7. Jose Enrique Jerí Oré                   |
| 8. Walther Martín Yáñez Valderrama         |
| 9. Vanessa Isabel Terán Saavedra           |
| 10. Giancarlo Lázaro Flores                |
| 11. Abraham Alberto Alfaro Gálvez          |
| 12. Frescia Priscila Flores Oyola          |
| 13. Franccescoli Sánchez Carrillo          |
| 14. Wendor Humberto Quesquén Pérez         |
| 15. Alexandro Mario Fernández Garibay      |
| 16. Paola Victoria Sánchez Barazorda       |
| 17. Teresa Iglesias Condorcaguana          |
| 18. Irwin Raniero Lizana Berrospi          |
| 19. Yrma Pilar Rodríguez Chávez            |
| 20. Marco Antonio Cabrejos Millones        |
| 21. Víctor Manuel Pizarro Villanueva       |
| 22. Gonzalo Herazo Pachas                  |

| Siempre Unidos                                |
| --------------------------------------------- |
| 1. Jose Luis Díaz Vilcapoma                   |
| 2. Indira Francesca Chiroque Vallejos         |
| 3. Guillermo Jesús Ruiz Guevara               |
| 4. Luis Enrique Gutiérrez Celis               |
| 5. Gabriela Yamilé Domínguez Bernaola         |
| 6. Víctor Manuel Mantilla Serpa               |
| 7. Nadia del Rosario Machaca Neira            |
| 8. Yuri José Pando Fernández                  |
| 9. Carlos Jesús Kisijara Velásquez            |
| 10. Juniors Belisario Lozano Díaz             |
| 11. Cynthia Evelyn Melgarejo Ugaz             |
| 12. Elda Angela García Chávez                 |
| 13. Lorena Margot Solórzano Chávez            |
| 14. Abel Arturo Tejeda Villanueva             |
| 15. María del Carmen Rubí Mosquera Bustamante |
| 16. Jacinta Celina Pizarro Silva              |
| 17. Marlene Alcira Dávalos Obando             |
| 18. Julio Oswaldo Benites Seguín              |
| 19. Augusto Edilberto Quispe Malca            |
| 20. Juan Carlos Mora Quispe                   |
| 21. Luis Enrique Trinidad Huañec              |
| 22. Luis Enrique Aparicio Villareal           |

| Tierra y Dignidad                                 |
| ------------------------------------------------- |
| 1. Marité del Rosario Carmela Bustamante Trujillo |
| 2. Luis Eduardo Garate Sánchez                    |
| 3. Ivone Ruth Tapia Vivas                         |
| 4. Enrique Pastor Paredes                         |
| 5. Ricardo Sifuentes Quintana                     |
| 6. Gladys María Isabel Pajuelo Oncoy              |
| 7. Henry Jhonny Pérez Miranda                     |
| 8. Jorge Elías Rodríguez Ríos                     |
| 9. Zoila María Ortiz Cruzado                      |
| 10. Germán Adolfo Roca Mattos                     |
| 11. Richard Guillermo Nolasco Ayasta              |
| 12. Verónica Patricia Ferrari Gálvez              |
| 13. Augusto José Malpartida León                  |
| 14. Rosa Emma Robles Trinidad                     |
| 15. Luisa Bertha Fuentes Morales                  |
| 16. Ana Rosa Celeste Luna Guillén                 |
| 17. Guillermo Antonio Onofre Flores               |
| 18. Renzo Guerrero Medina                         |
| 19. Leyla Berrocal Flórez                         |
| 20. Keyla Paola Quesquén Gutiérrez                |
| 21. Dionisio Juan Ramírez Braul                   |
| 22. Gabriela Marita Mattos Rivera                 |

| Partido Popular Cristiano              |
| -------------------------------------- |
| 1. Jaime Alejandro Zea Usca            |
| 2. Alfredo Arcadio Lozada Bonilla      |
| 3. Silvia Esperanza Velásquez Páucar   |
| 4. Moisés Félix Olazabal               |
| 5. Ronald Cristhian Sánchez Segovia    |
| 6. Marlene Malpartida Flores           |
| 7. César Arturo Madrid Isla            |
| 8. Jose Carlos Jara Alvarado           |
| 9. Mónica Quijante Dávila              |
| 10. Elmo Enrique Man Cortez            |
| 11. Miluska Fiorella Carhuayano Flores |
| 12. Stephany Gabriela Soto Bendezu     |
| 13. Isabel del Rocío Ayala Melgarejo   |
| 14. Alex Pablo Flores Delgado          |
| 15. Raúl Madueño Ortiz                 |
| 16. Sarita Pilar Sánchez Aranda        |
| 17. Carlos Javier Roncal Hernández     |
| 18. Efigenia Rosario Arnao Infantas    |
| 19. Maritza Manrique Del Castillo      |
| 20. Paula Teófila Tipula Jara          |
| 21. Giancarlo Santiago Rodríguez       |

## Sondeos de opinión
Las siguientes tablas enumeran las estimaciones de la intención de voto en orden cronológico inverso, mostrando las más recientes primero y utilizando las fechas en las que se realizó el trabajo de campo de la encuesta. Cuando se desconocen las fechas del trabajo de campo, se proporciona la fecha de publicación.

### Intención de voto
La siguiente tabla enumera las estimaciones ponderadas (sin incluir votos en blanco y nulos) de la intención de voto.
| Encuestadora/Medio             | Fecha          | Muestra |        |        |        |        |        |       |       | Dif. |  |  |  |  |
| ------------------------------ | -------------- | ------- | ------ | ------ | ------ | ------ | ------ | ----- | ----- | ---- |  |  |  |  |
| Encuestadora/Medio             | Fecha          | Muestra |        |        |        |        |        |       |       |      |  |  |  |  |
| Elecciones municipales de 2013 | 24 nov 2013    | —       | 29.6 7 | 25.9 6 | 11.1 2 | 10.7 2 | 10.0 2 | 7.6 2 | 5.1 1 | 3.7  |  |  |  |  |
|                                |                |         |        |        |        |        |        |       |       |      |  |  |  |  |
| Datum Internacional            | 1–5 nov 2013   | 412     | 27.7   | 31.9   | 14.9   | 2.1    | 14.9   | 4.3   | 4.3   | 4.2  |  |  |  |  |
| Ipsos Apoyo/El Comercio        | 16–18 oct 2013 | 455     | 36.4   | 18.1   | 15.1   | 6.1    | 12.1   | 6.1   | 6.1   | 18.3 |  |  |  |  |
| Ipsos Apoyo/El Comercio        | 10–11 sep 2013 | 455     | 31.7   | 22.0   | 14.6   | 2.4    | 17.1   | 2.4   | 9.8   | 9.7  |  |  |  |  |

### Preferencias de voto
La siguiente tabla enumera las preferencias de voto en bruto (incluyendo blancos, viciados y sin respuesta) y no ponderadas.
| Encuestadora/Medio             | Fecha          | Muestra |      |      |     |     |     |     |     | B/V  | NS/NO | Dif. |  |  |  |  |
| ------------------------------ | -------------- | ------- | ---- | ---- | --- | --- | --- | --- | --- | ---- | ----- | ---- |  |  |  |  |
| Encuestadora/Medio             | Fecha          | Muestra |      |      |     |     |     |     |     |      |       |      |  |  |  |  |
| Elecciones municipales de 2013 | 24 nov 2013    | —       | 22.7 | 19.9 | 8.5 | 8.3 | 7.7 | 5.9 | 3.9 | 23.2 | –     | 2.8  |  |  |  |  |
|                                |                |         |      |      |     |     |     |     |     |      |       |      |  |  |  |  |
| Datum Internacional            | 1–5 nov 2013   | 412     | 13   | 15   | 7   | 1   | 7   | 2   | 2   | 23   | 30    | 2    |  |  |  |  |
| Ipsos Apoyo/El Comercio        | 16–18 oct 2013 | 455     | 12   | 6    | 5   | 2   | 4   | 2   | 2   | 22   | 45    | 6    |  |  |  |  |
| Ipsos Apoyo/El Comercio        | 10–11 sep 2013 | 455     | 13   | 9    | 6   | 1   | 7   | 1   | 4   | 18   | 41    | 4    |  |  |  |  |

## Resultados
Resultados al 100% de actas contabilizadas:
|                      | Partido Popular Cristiano (PPC) | 1,193,836 | 29.56 | 7  |  |  |
|                      | Somos Perú (SP)                 | 1,046,869 | 25.92 | 6  |  |  |
|                      | Perú Posible (PP)               | 448,148   | 11.10 | 2  |  |  |
|                      | Siempre Unidos (SU)             | 433,812   | 10.74 | 2  |  |  |
|                      | Acción Popular (AP)             | 402,760   | 9.97  | 2  |  |  |
|                      | Tierra y Dignidad (TD)          | 307,875   | 7.62  | 2  |  |  |
|                      | Partido Humanista Peruano (PHP) | 204,873   | 5.07  | 1  |  |  |
|                      |                                 |           |       |    |  |  |
| Total                | Total                           | 4,038,173 |       | 22 |  |  |
|                      |                                 |           |       |    |  |  |
| Votos válidos        | Votos válidos                   | 4,038,173 | 76.80 |    |  |  |
| Votos en blanco      | Votos en blanco                 | 176,183   | 3.35  |    |  |  |
| Votos nulos          | Votos nulos                     | 1,620,887 | 19.79 |    |  |  |
| Votos emitidos       | Votos emitidos                  | 5,257,812 | 81.01 |    |  |  |
| Abstenciones         | Abstenciones                    | 1,232,338 | 18.99 |    |  |  |
| Votantes registrados | Votantes registrados            | 6,490,150 |       |    |  |  |
|                      |                                 |           |       |    |  |  |
| Fuente:              |                                 |           |       |    |  |  |

## Concejo Metropolitano de Lima (2013-2014)
El Concejo Metropolitano de Lima se conformará con los 22 regidores para culminar el período del 2014.
- Por el Partido Popular Cristiano (7 regidores): Jaime Zea Usca, Alfredo Lozada Bonilla, Silvia Velásquez Páucar, Moisés Olazabal, Ronald Sánchez Segovia, Marlene Malpartida Flores, César Madrid Isla.
- Por Somos Perú (6 regidores): Magdangélica Gina Terry Hernández, Benito Villanueva Haro, Roger  Sánchez Rodríguez, Maxime Charles-Louis Desmond Salinas, Danissa Zurek Rajkovic, Luiz Reátegui del Águila.
- Por Perú Posible (2 regidores): Hillmer Reyes Murillo y María Querol Campos de Arana.
- Por Siempre Unidos (2 regidor): José Díaz Vilcapoma e Indira Chiroque Vallejos.
- Por Acción Popular (2 regidor):  Víctor Belaunde Gonzales y Carlos Huamán Tomecich.
- Por Tierra y Dignidad (2 regidor): Marité Bustamante Trujillo y Luis Garate Sánchez.
- Por el Partido Humanista Peruano (1 regidor): Edwin Espinoza Chávez.